# Тарасюк Сергій Іванович
Сергій Іванович Тарасюк (нар. 25 листопада 1963 року, Бережці, Любомльський район, Волинська область, Українська РСР) ― український науковець, доктор сільськогосподарських наук, професор, член-кореспондент НААН. Помер 20 жовтня 2020 року.

## Біографія
Отримав освіту у Львівському національному університеті ветеринарної медицини та біотехнологій імені С.З. Гжицького. Після цього працював в лабораторії генетики Республіканського біотехнічного центру, займався проблемами імуногенетичного контролю у тваринництві.
В 1993 році став аспірантом при лабораторії молекулярної генетики Інституту розведення та генетики тварин НААН.
В 1995 році достроково захистив кандидатську, у 2002 ― докторську дисертацію.
Був членом Аграрної партії України, балотувався у депутати Київської міської ради на виборах 2015 року по 58 територіально-виборчому окрузі Києва.

## Почесні звання, нагороди
- Стипендіат Кабінету Міністрів України (1994―1995)
- Соросівський стипендіат (1995)
- Переможець конкурсу Міжнародної науково-освітньої програми для молодих вчених (Україна ― США, 1997).

## Інше
- Пошуковий профіль науковця на порталі НБУВ. Національна бібліотека України імені В. І. Вернадського (UA) . Процитовано 23.04.2021. {{cite web}}: символ зміни рядка в |website= на позиції 33 (довідка)